# Мама Мирабелла
«Мама Мирабелла» (англ. Mama Mirabelle’s Home Movies) — анимационный образовательный детский телесериал о дикой природе с элементами игрового кино. Кадры с живыми актёрами взяты из архивов BBC Natural History Unit, а также из Национального географического общества. Первоначально сериал транслировался в Великобритании на канале CBeebies. Создателем мультсериала является Дуглас Вуд (Douglas Wood) — автор сопутствующей детской книжки с картинками «Когда мама Мирабелла возвращается домой» (англ. When Mama Mirabelle Comes Home), опубликованной издательством National Geographic Books. Всего было снято 52 эпизода, в США они издавались в качестве «26 получасов» (26 half-hours).
В американской версии все животные, кроме Карлы и Бо, озвучены американскими актёрами. В США Маму Мирабеллу озвучивает Ванесса Уильямс (Vanessa Williams), в то время как в Великобритании Маму Мирабеллу озвучивает Флоэлла Бенджамин.
Мультсериал «Мама Мирабелла» спродюсирован британской анимационной студией King Rollo Films, чьи другие проекты — The Adventures of Spot (Discovery Kids), Paz (блок Nick Jr. и Noggin’s), Maisy, Sprout's Poppy и Mr. Benn. Музыкальная тема во вступительной заставке была написана композитором Лестером Барнсом (Lester Barnes), также являющимся автором музыкального оформления проектов Horrid Henry, Me Too!, Paz и Urmel. Режиссёры озвучивания — Сьюзан Блу (Susan Blu) и Кент Мередит (Kent Meredith).
В России мультсериал транслировался на канале «ТелеНяня» (позднее — «Карусель»). На сайте «ТелеНяни» были опубликованы игры по мотивам мультсериала «Мама Мирабелла».

## Синопсис
Действие происходит в африканской саванне, в центре внимания восторженной слонихи по имени Мама Мирабелла, которая путешествует по всему миру, чтобы снимать реальные кадры дикой природы и проецировать их на экран светлячков перед почти всем животным миром. «Домашнее кино» (Home Movies) используется в образовательных целях не только для главных юных героев, но и для дошкольной аудитории в домашних условиях.

## Персонажи
- Мама Мирабелла (озвучена Флоэллой Бенджамин в Великобритании и Ванессой Уильямс в США) — главная героиня сериала; слониха, которая всегда носит красивую оранжевую шляпу с синими цветами.
- Макс (озвучен Филиппой Александер в Великобритании, Терезой Галлахер в США и Жозефиной Шмидт в Германии) — сын Мамы Мирабеллы, который любит повеселиться со своими приёмными братьями и сёстрами Карлой и Бо.
- Карла (озвучена Терезой Галлахер в Великобритании и США, и Дженнифер Виб в Германии) — зебра, которая является немного чопорным и правильным животным, но также любит грязь. Её любимая игра — Nuzzle Tag. Она — приёмная дочь Мамы Мирабеллы и приёмная сестра Бо и Макса.
- Бо (озвучен Жюлем де Йонгом в США и Великобритании, и Джеско Спиргеном в Германии) — гепард, приёмный сын Мамы Мирабеллы и приёмный брат Макса и Карлы. Любит набрасываться.
- Мерлин (озвучена Кучи Брассо в Великобритании и Таджа Айзен в США) — летучая мышь.
- Кайла (озвучен Мойей О'Салливан) — рыжий кенгуру, дружит с Мамой Мирабеллой.
- Ронджи — тигр, появившийся в эпизоде «Грязная страна чудес» (Muddy Wonderland).
- Кайли (озвучена Габриэллой Льюис) — дочь Кайлы. Произносит только одну реплику в каждом эпизоде, в котором она появляется.
- Дэдди Страйпс (озвучен Дэвидом Холтом в Великобритании и Люсьеном Доджем в США) — отец Карлы.
- Кейша (озвучена Эммой Тейт в Великобритании и Кэти Ли в США) — подруга-вомбат Карлы.
- Бенни (озвучена Лиззи Уотерворт-Санто) – птица, любящая помогать.
- Винни (озвучена Сарой Уильямс) — антилопа гну, подруга Карлы.
- Жак (озвучен Аланом Марриотом) — морж, попутчик Мамы Мирабель.
- Мама Птица (озвучена Элли Фэйрман) — мать Бенни.
- Эдна (озвучена Фелицией Гамильтон) – молодая ехидна, живущая в Австралии[7].

## Эпизоды
- 01. «Прогулка на слонах» (Elephant Walk)
- 02. «Звуки саванны» (The Sounds of the Savanna)
- 03. «Небольшая помощь от моих друзей» (A Little Help from My Friends)
- 04. «Малыш другой масти» (Baby of a Different Stripe)
- 05. «Прятки» (Hide and Go Seek)
- 06. «Расскажи мне об этом» (Tell Me About It)
- 07. «Спать с вомбатами» (To Sleep with Wombats)
- 08. «Все создания, большие и малые» (All Creatures Great and Small)
- 09. «Кто-нибудь дома?» (Anybody Home?)
- 10. «Здоровые привычки» (Healthy Habits)
- 11. «Игра — это главное» (Play’s the Thing)
- 12. «Сэм Спейдс из саванны» (Sam Spades of the Savanna)
- 13. «Выпас гурманов» (Gourmet Grazing)
- 14. «Короли и королевы саванны» (Kings and Queens of the Savanna)
- 15. «Я шпион» (I Spy)
- 16. «Глаза, уши, нос и туловище» (Eyes, Ears, Noses, and Trunks)
- 17. «Мальчик может дуть» (The Boy Can Blow)
- 18. «Я не люблю пауков и змей» (I Don’t Like Spiders and Snakes)
- 19. «Что в хвосте» (What’s in a Tail)
- 20. «Следы на песке» (Footprints in the Sand)
- 21. «Сегодня здесь, завтра нет» (Here Today, Gone Tomorrow)
- 22. «Никто не идеален» (Nobody’s Perfect)
- 23. «Вещи, которые тявкают, воют и визжат в ночи» (Things That Go Yip, Howl and Screech in the Night)
- 24. «Взлом кода» (Cracking the Code)
- 25. «Саванна Кванза» (A Savanna Kwanzaa)
- 26. «Ты, должно быть, был красивым ребёнком» (You Must Have Been a Beautiful Baby)
- 27. «Грядут перемены» (Change is Gonna Come)
- 28. «Трубите во время работы» (Trumpet While You Work)
- 29. «Найди разницу» (Spot the Difference)
- 30. «Горячие и холодные бегущие твари» (Hot-and-Cold Running Critters)
- 31. «Почему зебры не умеют летать» (Why Zebras Can’t Fly)
- 32. «Супер-пупер животные саванны» (Super Duper Savanna Animals)
- 33. «Выйди из своей скорлупы» (Come Out of Your Shell)
- 34. «Путешествия с Мамой» (Travels with Mama)
- 35. «Хвосты Галапагосских островов» (Tails of the Galápagos)
- 36. «Счастливая среда обитания» (Happy Habitats)
- 37. «Колыбельная „Саванна“» (Savanna Lullaby)
- 38. «Это даёт вам лапы» (It Gives You Paws)
- 39. «Вне досягаемости» (Out of Reach)
- 40. «Семейный стиль» (Family Style)
- 41. «Занавес вверх!» (Curtain Up!)
- 42. «Слушайте!» (Listen Up!)
- 43. «Блюз дождливого дня» (Rainy Day Blues)
- 44. «Возьми меня к воде» (Take Me to the Water)
- 45. «Найди дорогу домой» (Find Your Way Home)
- 46. «Нос знает» (The Nose Knows)
- 47. «Беспорядочные джунгли» (Jumbled Jungle)
- 48. «Наедине с собой» (Alone Together)
- 49. «Грязная страна чудес» (Muddy Wonderland)
- 50. «Видишь ли ты то, что вижу я?» (Do You See What I See?)
- 51. «Вы слышали?» (Have You Heard?)
- 52. «Это мир мамы» (This is Mama’s World)